# Terebellides stroemi
Terebellides stroemi är en ringmaskart som beskrevs av Sars 1835. Enligt Catalogue of Life ingår Terebellides stroemi i släktet Terebellides och familjen Trichobranchidae, men enligt Dyntaxa är tillhörigheten istället släktet Terebellides och familjen Terebellidae. Arten är reproducerande i Sverige.

## Underarter
Arten delas in i följande underarter:
- T. s. africana
- T. s. kerguelensis